# Sextuor (Poulenc)

Le sextuor pour flûte, hautbois, clarinette, cor, basson et piano de Francis Poulenc est une œuvre de musique de chambre composée en 1931 et 1932 pour la première version, et 1939 pour sa deuxième version. Sa durée totale d'exécution est d'environ 16 minutes pour la version finale. L'œuvre est dédiée à Georges Salles, conservateur au musée du Louvre, qui a logé quelque temps Poulenc dans sa résidence de Montmartre.

## Genèse
En 1931, le compositeur reste sur le récent succès de son œuvre Cocardes et entreprend l'écriture du sextuor. Il pense le créer au concert du 1er juin lors du festival Poulenc à la salle Chopin. D'autres œuvres doivent y être jouées, notamment la sonate pour deux clarinettes, mais le sextuor n'est pas fini à temps et son achèvement est reporté.
La partition est reprise en 1932 et fait appel aux bois qu'il vient d'utiliser avec succès dans sa pièce Aubade, un concerto pour piano dix-huit instruments, avec de nombreux bois, créé en 1929. La première audition de cette première version du sextuor a lieu aux Concerts de la Sérénade le 13 décembre 1933. Le manuscrit de cette première version semble perdu.
Les années 1939 et 1940 sont marquées par les œuvres de maturité du compositeur bien qu'elles reprennent de façon conséquente plusieurs pièces entamées une ou plusieurs années auparavant. C'est le cas du ballet Les Biches ou le sextuor commencé en 1931-1932. À la fin de l'été 1939, Poulenc entame la deuxième version du sextuor qui est créée le 9 décembre 1940 à la salle Pleyel à Paris.

## Réception et postérité
Selon le biographe Henri Hell, l'œuvre est d'une grande qualité bien qu'il lui fasse défaut ce qu'il appelle une « épine dorsale », une structure interne, sensible notamment dans le premier mouvement. Il constate que les parties de chaque instrument sont construites « à merveille », dans leur plus « aérienne justesse », dans le registre de chaque instrument « le plus favorable » qualifiant l'ensemble d'une réussite d'une « qualité rare ».

## Structure et analyse

### Structure
Comme la plupart des œuvres de musique de chambre du compositeur, le sextuor comporte trois mouvements vif - lent - vif :
1. Allegro vivace
2. Divertissement
3. Finale

### Analyse

#### Allegro
« Pétillant, acide, moqueur », ce premier mouvement rappelant Le Bal masqué commence par dix mesures bâties comme une toccata où le thème du mouvement est introduit par le basson puis par les autres instruments tour à tour.
« Les inflexions effrontées, l’allant virtuose et la clarté mélodique sont typiques de l’écriture de Poulenc pour instruments à vent alors qu’il réclame du pianiste une virtuosité qui comprend aussi bien des passages martellato à la Bartók et à la Stravinsky que des sursauts émotionnels sentimentaux à la Rachmaninov. Le premier et le second mouvement sont tous les deux dans une forme tripartite dans laquelle chacune des parties centrales établit un contraste au niveau du tempo et du caractère avec les parties extrêmes. Ainsi, dans le premier mouvement, le mouvement motorique presque agressif est brusquement interrompu par un solo lyrique inattendu au basson auquel s’ajoute une grande section qui rappelle, mélodiquement et harmoniquement, la musique de salon du début du vingtième siècle. La musique monte jusqu’à un sommet émotionnel et dynamique que conclut, encore une fois avec une transition surprenante une courte réexposition de la première partie motorique. Une courte coda qui rappelle une marche, introduit un nouveau matériau thématique et termine le mouvement avec brio. »

#### Divertissement
« Dans le second mouvement, la partie centrale, un galop court et impertinent, établit un contraste avec les parties extrêmes lyriques qui sont caractérisées par une mélodie élégiaque énoncée par le hautbois. »

#### Finale
Sur un tempo prestissimo, le troisième mouvement est un rondo sur la forme A-B-A-C-A et s'achevant sur une coda reprenant les thèmes du premier mouvement.
« Le dernier mouvement est un rondo virtuose dont les couplets présentent des associations avec la première Symphonie de chambre de Schoenberg, les mélodies de Kurt Weill et les valses du music-hall. Un accord dissonant interrompt brusquement cette pièce virtuose. Un épilogue hymnique, à l’allure de marche funèbre, conclut l’œuvre dans un déploiement de sonorités. »

## Discographie sélective
- Sextuor avec le compositeur au piano - Columbia / CBS : Francis Poulenc (piano) et Quintette à vent de Philadelphie [Robert Cole (flûte), John de Lancie (hautbois), Anthony Gigliotti (en) (clarinette), Mason Jones (en) (cor), Sol Schoenbach (basson)], (Columbia, 1961) ;
- Francis Poulenc - Intégrale Musique de chambre - RCA Red Seal : Emmanuel Pahud (flûte), François Leleux (hautbois), Paul Meyer (clarinette), Ab Koster (cor), Gilbert Audin (basson) et Éric Le Sage (piano), (RCA Red Seal Records, 2000) ;
- Intégrale de la Musique de Chambre - Naxos : Philippe Bernold (flûte), Olivier Doise (hautbois), Ronald Van Spaendonck (clarinette), Hervé Joulain (cor), Laurent Lefèvre (basson) et Alexandre Tharaud (piano), (Naxos, 2007).
- Danses et Divertissements - Poulenc, Paul Taffanel, André Jolivet, Henri Tomasi avec Berlin Philharmonic Wind Quintet, Stephen Hough, (BIS Records, 2009)[2].

### Autres références
1. ↑  Pochette du disque Francis Poulenc - Intégrale Musique de chambre - RCA Red Seal, p. 7
2. 1 2 3 4  Michael Hasel, Danses et Divertissements - Poulenc, Taffanel, Jolivet, Tomasi avec Berlin Philharmonic Wind Quintet, Stephen Hough (livret cd), BIS Records, 2009, p. 25-26